# Séamus Ennis

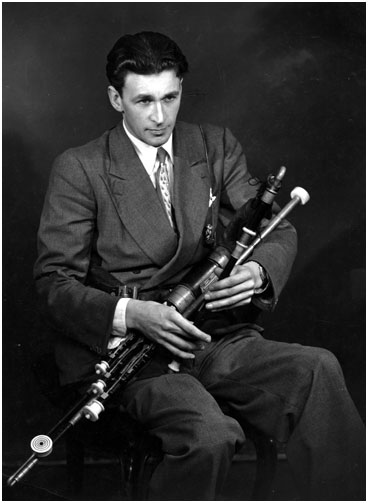
Séamus Ennis in de jaren vijftig

Séamus Ennis (Jamestown in Finglas, County Dublin, 5 mei 1919 – ?, 5 oktober 1982) was een traditionele Ierse speler op de uilleann pipes.

## Levensloop
Ennis' vader bespeelde verschillende instrumenten (waaronder de uilleann pipes) en had daarmee ook prijzen gewonnen; hij was ook een van de muzikanten van het Fingal Trio. Zijn vader bracht hem de fijne kneepjes bij van het bespelen van de moeilijke uilleann pipes. Na deze eerste lessen ontwikkelde Ennis zich tot een van de bekendste Ierse doedelzakspelers. Hij was ook een verzamelaar van Ierse traditionele liederen.

## Discografie
- The Bonny Bunch of Roses (1959)
- Forty Years of Irish Piping (1974)
- The Pure Drop (1974)
- The Fox Chase (1974)
- The Best of Irish Piping (1974)
- Irish Pipe and Tin Whistle Songs (1976)
- Feidlim Toon Ri's Castle (1977)
- The Ace and Deuce of Piping
- The Wandering Minstrel (1977)
- The Return from Fingal (1997)
- Two Centuries of Celtic Music (2001)
- Séamus Ennis - Ceol, Scealta agus Amhráin

### Met diverse muzikanten
- Irish Pipe and Tin Whistle Songs (1994); niet hetzelfde als de hierboven genoemde
- Green Linnet 20th Anniversary Collection (1996)
- Alan Lomax Sampler (1997)
- Traditional Dance Music of Ireland (1997)

- Bibliothèque nationale de France: cb14608562m (data)
- Gemeinsame Normdatei: 134889223
- International Standard Name Identifier: 0000 0001 1677 2441
- Library of Congress Control Number: n85038288
- MusicBrainz: f18ee68b-19b0-4b18-8a91-e7c98ee4fab1
- Nationale Bibliotheek van Israël: 987007437795805171
- Nederlandse Thesaurus van Auteursnamen: 098021915
- Istituto Centrale per il Catalogo Unico: DDSV036277
- SNAC: w6h70mkz
- Système universitaire de documentation: 229642225
- Virtual International Authority File: 5182092
- WorldCat: E39PBJpJcrMB3KYTG4qC6PwcT3